# NGC 5203
NGC 5203 este o galaxie lenticulară situată în constelația Fecioara. A fost descoperită în 4 februarie 1786 de către William Herschel. Se află la o distanță de 71,78 de megaparseci de Pământ.